# Văduleni, Chișinău
Văduleni este un sat din componența orașului Vadul lui Vodă din sectorul Ciocana, municipiul Chișinău, Republica Moldova. Până în octombrie 2013, a făcut parte din comuna Budești.

## Demografie

### Structura etnică
Structura etnică a localității conform recensământului populației din 2004:
| Grup etnic                                               | Populație | % Procentaj  |
| -------------------------------------------------------- | --------- | ------------ |
| Băștinași declarați Moldoveni Băștinași declarați Români | 427 11    | 79,22% 2,04% |
| Ruși                                                     | 47        | 8,72%        |
| Ucraineni                                                | 33        | 6,12%        |
| Bulgari                                                  | 7         | 1,30%        |
| Găgăuzi                                                  | 4         | 0,74%        |
| Evrei                                                    | 1         | 0,19%        |
| Alții                                                    | 9         | 1,67%        |
| Total                                                    | 539       |              |